# Luigi Pezzuto
Luigi Pezzuto (ur. 30 kwietnia 1946 w Squinzano we Włoszech) – duchowny katolicki, arcybiskup, nuncjusz apostolski.

## Życiorys
25 września 1971 otrzymał święcenia kapłańskie i został inkardynowany do archidiecezji Lecce. W 1975 rozpoczął przygotowanie do służby dyplomatycznej na Papieskiej Akademii Kościelnej.
7 grudnia 1996 został mianowany przez Jana Pawła II nuncjuszem apostolskim w Kongu i Gabonie oraz arcybiskupem tytularnym Turris in Proconsulari. Sakry biskupiej 6 stycznia 1997 udzielił mu papież Jan Paweł II.
W 1999 został nuncjuszem w Tanzanii. W 2005 został przeniesiony do nuncjatury w Salwadorze i Belize.
17 listopada 2012 został przeniesiony do nuncjatury w Bośni i Hercegowinie i został jednocześnie akredytowanym w Czarnogórze. 16 stycznia 2016 został ponadto akredytowany w Monako. 
31 sierpnia 2021 przeszedł na emeryturę.